# 동티모르 슈퍼 리가
동티모르 슈퍼 리가는 2004년부터 2010년까지 있었던 동티모르의 프로축구 1부리그이다. 2015년에 리가 푸트볼 동티모르(LFTL)로 대체되었다.

## 역대 우승 클럽
- 2005-06[1] : 피마 스포르팅
- 2006-07 : 미상
- 2007-08 : 미상
- 2008-09 : 미상
- 2009-10[2] : 딜리 레스테